# Malva tournefortiana
Malva tournefortiana es una planta herbácea del género Malva, dentro de la familia Malvaceae, se encuentra localizada en el extremo occidental europeo, siendo su límite norte el sur de Francia, y su límite sur el norte de Marruecos. 

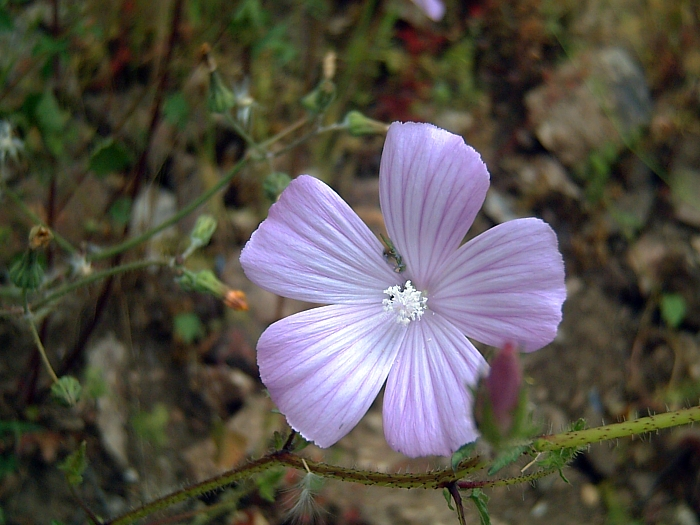
Flor de Malva_tournefortiana

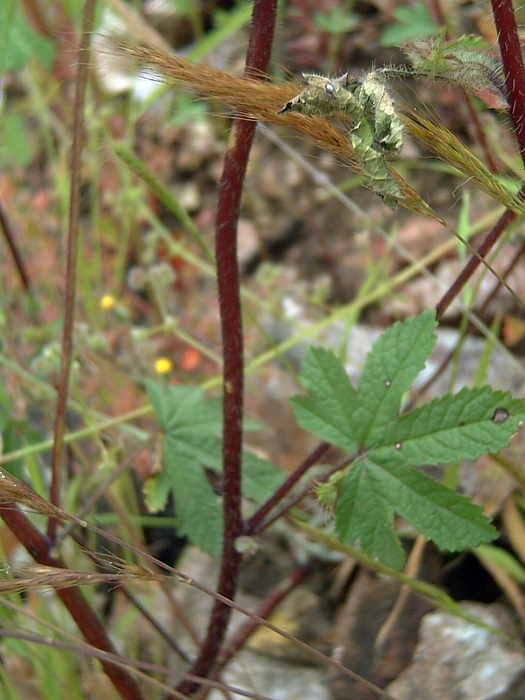
Hojas en la parte intermedia del tallo

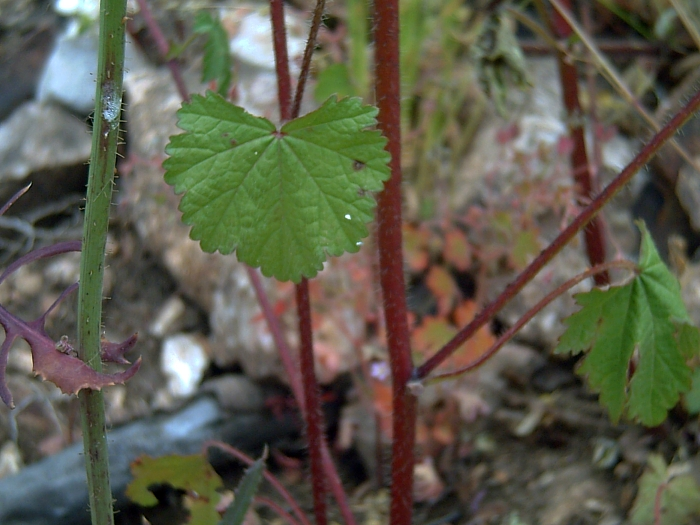
Hojas en la base del tallo

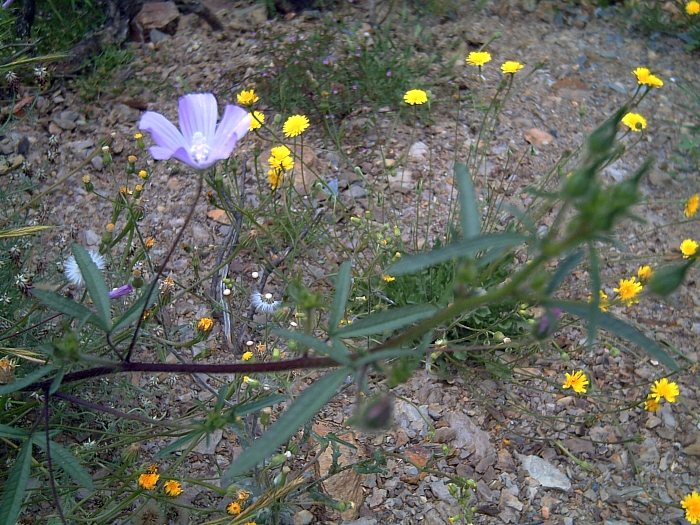
Hojas bilobuladas y profundamente divididas en el extremo del tallo

## Hábitat y distribución
Planta de preferencia en terrenos rocosos, y pobres de plena exposición solar. Crece hasta los 1500 metros de altura.
Malva tournefortiana se encuentra localizada en la península ibérica, el sur de Francia y Norte de Marruecos.

## Descripción
La Malva tournefortiana presenta un aspecto delicado, con una mezcla de características de Malva alcea y Malva moschata:
- Igual que Malva moschata, la  Malva tournefortiana posee 42 cromosomas en su complemento diploide.
- Tiene bractéolas lanceoladas como en Malva moschata, (en Malva alcea, son ovales).
- Posee pelos radiales en el pedicelo como en Malva alcea, (en Malva moschata son pelos sencillos).
- Su nuececilla es más o menos glabra como en la Malva alcea,  (Malva moschata, sin embargo posee unos pelos blancos largos).
- Las flores de Malva tournefortiana son más pequeñas que las de Malva moschata o las de Malva alcea, y de un color pálido suave rosa o azul.

Planta de hasta algo más de 1 metro, anual. Generalmente erecta con ramificación. Tallo de glabrescente o sin pelo a pubescente. Las hojas son con forma redondeada (muy poca indentación), alternas y pecioladas en la base, en la parte media del tallo son palmatífidas (con una indentación más pronunciada), alternas y pecioladas, y en los extremos de los tallos son bilobuladas con una indentación profunda que llega a la base del peciolo.
Planta  hermafrodita muy  agradecida en la floración, sus flores entre 2 y 6 centímetros de diámetro, abundantes y con pétalos purpúreos claros o rosas claros, con venitas algo más oscuras. Perianto pentámero, con calículo de 3 piezas soldadas en su base. La polinización es esencialmente por los insectos (entomógama), y puede ser también autógama. 
El fruto es una cápsula (esquizocarpo) formada por varios mericarpos (partes que se separan al madurar y que contienen una única semilla). El fruto se disemina por la gravedad, cayendo al suelo cuando madura.

## Taxonomía
Malva tournefortiana fue descrita por Carlos Linneo y publicado en Journal of Botany, British and Foreign 66: 141. 1928.
Etimología
Malva: nombre genérico que deriva del Latín malva, -ae, vocablo empleado en la Antigua Roma para diversos tipos de malvas, principalmente la malva común (Malva sylvestris), pero también el "malvavisco" o "altea" (Althaea officinalis) y la "malva arbórea" (Lavatera arborea). Ampliamente descritas, con sus numerosas virtudes y propiedades, por Plinio el Viejo en su Historia naturalis (20, LXXXIV).
tournefortiana: epíteto  que significa como Tournefortia.
Basónimo

- Malva tournefortiana L. (publicado por vez primera en Species Plantarum  en 1753 por Carlos Linneo)

Sinonímia

- Bismalva tournefortiana  Fourr.
- Malva cuneata Merino
- Malva hornemannii Bubani
- Malva maritima Lam.
- Malva moschata ssp. tournefortiana   (L.) Rouy
- Malva moschata var. geranifolia J.Gay
- Malva moschata var. tenuifolia  Guss.
- Malva tenuifolia Desr.